# Wunder gibt es immer wieder
"Wunder gibt es immer wieder" (tradução em português: "Os milagres se sucedem outra vez e outra vez") foi a canção alemã no Festival Eurovisão da Canção 1970, interpretada em alemão por Katja Ebstein.
A canção foi a 11ª a ser interpretada na noite do Festival (depois de Dominique Dussault de Mónaco com "Marlène" e antes de Dana da Irlanda com "All Kinds of Everything"). No final da votação, obteve 12 pontos, ficando em 3º lugar, entre 12 participantes.
A canção que a seguiu como representante alemã no festival de 71 foi "Diese Welt", interpretada por Ebstein outra vez.
Foi gravada de novo pelo grupo alemão Monrose para o Deutscher Vorentscheid 2007.

## Autores
- Música de: Christian Bruhn
- Letra: Günter Loose
- Orquestrador: Christian Bruhn

## Letra
A canção é uma canção positiva, com Ebstein comentando que não tem caso em queixar - se se está infeliz e sem amor, porque os milagres passam constantemente e eventualmente um dia virá até você.